# Loreo
Pour les articles homonymes, voir Loreo (homonymie).
Loreo est une commune italienne de la province de Rovigo dans la région de Vénétie en Italie.

## Origine du nom
Loreo est l'évolution italique du latin Lauretum qui existait dès avant le XIe siècle et dérive probablement du laurier, arbuste abondant dans la zone. De l’antique Lauretum vinrent plus tard des noms comme : Lauredo, Loredo, Loretto, Loreo, Loredano.

## Géographie
La commune est située à l'intérieur du parc régional du Delta du Pô, à une altitude de 1 mètre au-dessus du niveau de la mer Adriatique, au milieu d’une plaine alluvionnaire et fertile, entrecoupée de canaux d’assèchement pour la bonification des terres.
La cité est traversée par la route nationale SS443 qui, d’Ouest en Est, mène de Rovigo (31 km) et Adria (10 km) à Rosolina (5 km) et par l’embranchement de la SS309 Romea qui relie Ravenne à Venise.
La ligne de chemin de fer Rovigo-Chioggia dessert la cité.

## Histoire

### Antiquité et Moyen Âge
Dans l’antiquité, le territoire était lagunaire, séparé de la mer par un cordon de dunes (palude Adriane ou septem mària). Les antiques Vénètes exploitaient cette zone pour les cannes, le sel, le poisson, les palourdes et le gibier, mais les premiers centres habités permanents apparurent durant la colonisation romaine autour de 225 av.J.-C., autour du portus Laureti.
À la chute de l’Empire romain d'Occident, le territoire deltaïque de Loreo fit partie du royaume ostrogoth avant d’être rattaché à l’époque de Justinien, après la guerre des Goths (535-553), à l’Empire byzantin, intégrant ainsi pour plusieurs siècles l’Italie byzantine. À la suite des destructions des barbares lombards et hongrois (899), le territoire byzantin fut réduit à la Venise maritime : Loreo en fait partie.
En 1002, Loreo est définitivement cédé par l’empereur byzantin Basile II à la république de Venise. Cette dernière, avec ses fiefs, constituait une menace pour les empereurs francs et allemands, comme Otton III, qui cherchèrent à contrôler cette zone stratégique et les trafics vers la plaine du Pô. Dans la « Sérénissime », les communes, dont Loreo, étaient représentées chacune par un gastaldo (terme lombard pour la fonction administrative civile plus ou moins équivalente au maire) et par un ecclésiastique (fonction religieuse).
En octobre 1094, Venise concéda des privilèges particuliers à Loreo en échange de la défense des confins méridionaux face au Duché de Ferrare. Depuis 1322, les Este, seigneurs de Ferrare, contrôlaient tout le territoire entre l’Adige et le Pô : la Transpadana Ferrarese, à l’exception du Delta du Pô, où Loreo faisait partie de la sphère d’influence de Venise. En 1379, durant la guerre de Chioggia entre Gênes et la Venise, le château-fort de Loreo fut occupé par les troupes génoises pendant un mois.
Pendant la longue période de la « Sérénissime », Loreo connut son maximum de splendeur ; tout le commerce avec l'Emilie et avec la Lombardie se faisait par le canal Naviglio, partie de l’actuel Canal Bianco, avec une douane à Cavanella Po et à Loreo. Cette florissante période vit une augmentation de la population et la construction d’édifices selon l’usage vénitien, avec de typiques ruelles étroites (toujours visibles aujourd’hui).

### Renaissance et ère moderne
En 1797, suite de l’invasion de l’Italie par les troupes napoléoniennes, Venise perd son indépendance et la cité de Loreo fut rattachée à l’arrondissement de Padoue du département de l’Adriatique de la première République italienne. Par le traité de Campo-Formio, la cité passa à l'empire d'Autriche selon les accords de paix signés avec la France après la première Coalition anti-française.
Les Français reprirent Loreo après leur victoire à Marengo du 14 juin 1800. De 1802 à 1813, la commune rentre dans la première République italienne, transformée en 1805 en royaume français d'Italie avec Napoléon Bonaparte comme roi. En 1815, après la défaite des Français, Loreo devint une « commune de seconde classe » du royaume de Lombardie-Vénétie de l’empire d'Autriche, et en 1866, passa passa au royaume d'Italie après la troisième guerre d'indépendance italienne.
Bien plus récemment, la terrible inondation du Polésine de novembre 1951, comme pour la majeure partie des communes de la région, provoqua un flux d’émigration vers les centres industriels du Nord du pays.

## Monuments et lieux d’intérêt
- Les ruelles étroites typiquement vénitiennes et les bords du canal.
- le Santuario di Loreo (Duomo), terminé en 1675.
- La Chiesa dell'Assunta, église à façade baroque.
- L’Oratoire de la SS. Trinità, de 1603.
- La chiesa della Madonna del Pilastro, una des églises les plus antiques du Polésine, restructurée en 1553.
- Villa Vianelli: au hameau de Tornova.

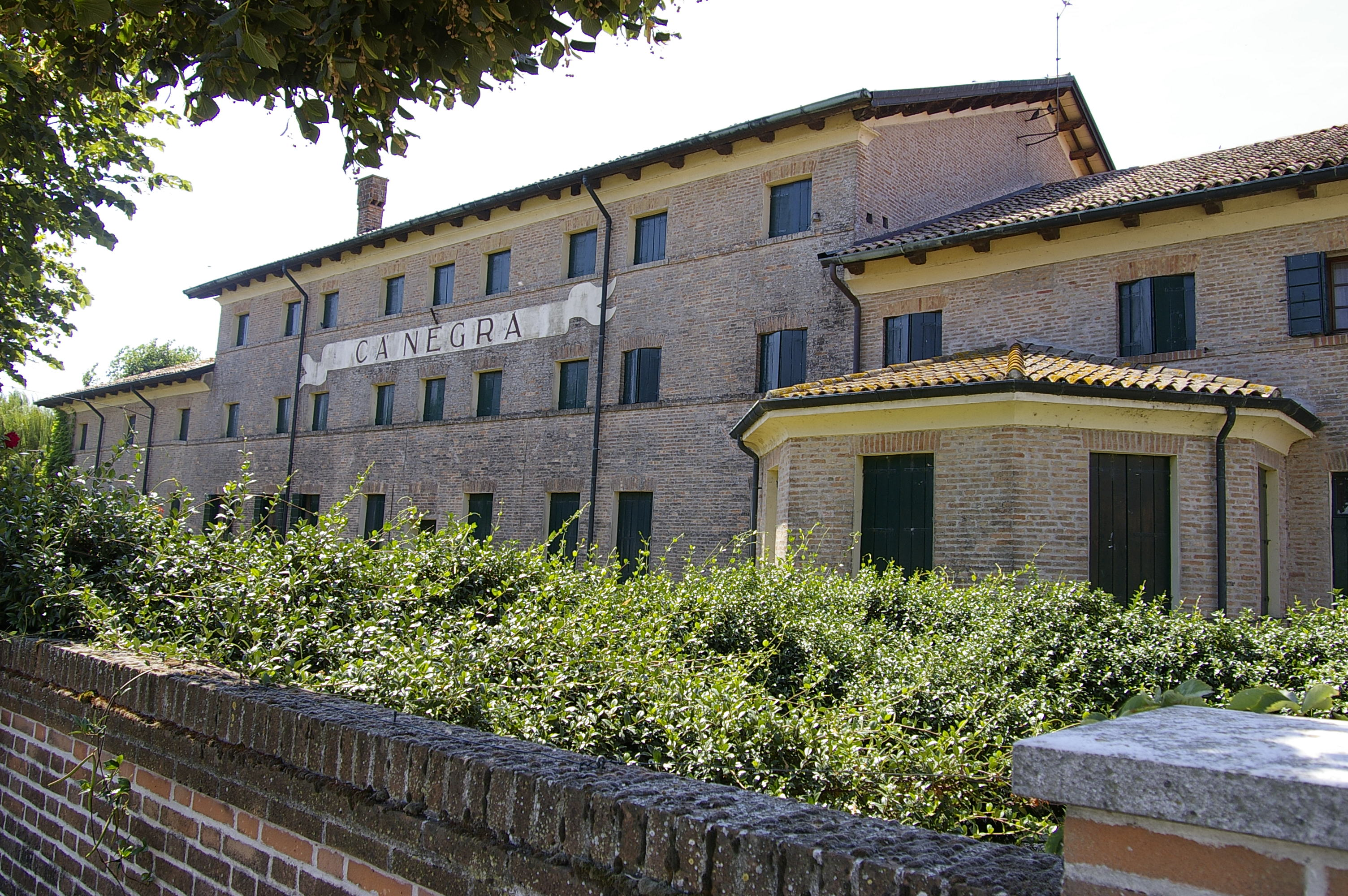
Corte Ca' Negra a Ca' Negra, hameau de Loreo aux confins avec Cavarzere

- Pierre antique de 1785, gravée des tarifs du péage pour  le passage des embarcations sur le canal.
- le théâtre de 1891.

## Économie
La principale économie de la commune est basée sur l’agriculture céréalière, l’horticulture, le fourrage pour les animaux et la vigne. L’élevage est essentiellement basé sur les bovins, ovins, porcins, etc.

En parallèle, l’industrie de transformation des produits alimentaires (laiterie), la mécanique, l’habillement, travail du bois et du verre. Fabrications de machines agricoles, appareils médicaux.

Le tertiaire est présent avec officines d’administration, banques et commerces divers.

## Fêtes et évènements
- la cérémonie de la flagellation de la confraternité de la Trinité, chaque année.
- la foire de S. Michele : le 29 septembre (depuis 1337).
- le chahut pascal à coups d’œufs peints en rouge.

## Administration
| Période                                  | Période  | Identité          | Étiquette    | Qualité |
| ---------------------------------------- | -------- | ----------------- | ------------ | ------- |
| 08/06/2009                               | En cours | Bartolomeo Amidei | Centre droit |         |
| Les données manquantes sont à compléter. |          |                   |              |         |

### Hameaux
Ca'Negra, Canalvecchio, Cavanella Po, Pilastro, Retinella, Sostegno, Tornova

### Communes limitrophes
Adria, Cavarzere, Chioggia, Porto Viro, Rosolina, Taglio di Po

## Population

### Évolution de la population en janvier de chaque année
| 1871  | 1901  | 1921  | 1951  | 1961  | 1971  | 1981  | 1991  | 2001  |
| ----- | ----- | ----- | ----- | ----- | ----- | ----- | ----- | ----- |
| 3 603 | 4 602 | 6 176 | 6 714 | 4 604 | 3 729 | 3 626 | 3 785 | 3 718 |

| 2012  | - | - | - | - | - | - | - | - |
| ----- | - | - | - | - | - | - | - | - |
| 3 666 | - | - | - | - | - | - | - | - |

## Note
1. ↑  (it) Popolazione residente e bilancio demografico sur le site de l'ISTAT.

## Sources
- (it) Cet article est partiellement ou en totalité issu de l’article de Wikipédia en italien intitulé « Loreo » (voir la liste des auteurs) le 24/10/2012.